# 植物成長調整剤の一覧
植物成長調整剤の一覧。
凡例：
- 有効成分（一般名または農薬登録における種類名で記載）
  - 代表的な商品名

## 発根・活着促進剤
- インドール酪酸
  - オキシベロン
- インドール酢酸誘導体、インドール酪酸誘導体、サイトカイニン活性
  - ホルモナイト　Hormo-Knight　(Bio-binding agent)
- 1-ナフチルアセトアミド (Naphthylacetamide)
  - ルートン

## 開花・着果・肥大促進剤
- 4-CPA
  - トマトトーン
- ジベレリン（gibbrellin）
  - ジベラ、ジベレリン
- クロキシホナック
  - トマトラン
- ベンジルアミノプリン
  - ビーエー、ベアニン、ヘルポス
- ホルクロルフェニュロン
  - フルメット

## 伸長抑制剤（矮化剤）
- パクロブトラゾール（paclobutrazol）
  - ボンザイ、スマレクト、バウンティ
- ウニコナゾール（uniconazole）
  - ロミカ、スミセブンP
- イナベンフィド（inabenfide）
  - セリタード
- ダミノジド (daminozide）
  - ビーナイン
- クロルメコート
  - サイコセル
- メピコートクロリド
  - フラスター
- フルルプリミドール
  - ノビナイン、のびない君
- プロヘキサジオンカルシウム塩 (prohexadione-calcium)
  - ビビフル、カルタイム

## その他
- 混合生薬抽出液
  - アルムグリーン
- ワックス（wax）
  - グリンナー
- シイタケ菌糸抽出物
  - レンテミン
- 硫酸オキシキノリン
  - ケアヘルス
- アブシジン酸
  - アブシジン酸
- 塩化カルシウム
  - セルバイン
- エテホン
  - エスレル
- エチレン（ethylene）
  - エチレン